# Żabno (gmina)
Żabno – gmina miejsko-wiejska w powiecie tarnowskim (woj. małopolskie). Siedzibą gminy jest miasto Żabno.
Natomiast według danych z 31 grudnia 2017 roku gminę zamieszkiwały 18 922 osoby.

## Struktura powierzchni
Według danych z roku 2010 gmina Żabno ma obszar 101,56 km², w tym:
- użytki rolne: 79%
- użytki leśne: 4%

Gmina stanowi 7,4% powierzchni powiatu.

## Demografia
- 1995 – 18 674
- 1996 – 18 731
- 1997 – 18 892
- 1998 – 18 906
- 1999 – 18 845
- 2000 – 18 968
- 2001 – 19 007
- 2002 – 19 070
- 2003 – 18 813
- 2004 – 18 877
- 2005 – 18 908
- 2006 – 18 862
- 2007 – 18 939
- 2008 – 18 936
- 2009 – 18 953
- 2010 – 19 031
- 2011 – 19 037
- 2012 – 19 064
- 2013 – 18 984
- 2014 – 18 982
- 2015 – 19 005
- 2016 – 19 036
- 2017 – 18 992
- 2018 – 18 912
- 2019 – 18 874
- 2020 – 18 862
- 2021 – 18 778
- 2022 – 18 504  [3]

Dane z 31 grudnia 2016:
| Opis                              | Ogółem | Ogółem | Mężczyźni | Mężczyźni | Kobiety | Kobiety |
| --------------------------------- | ------ | ------ | --------- | --------- | ------- | ------- |
| jednostka                         | osób   | %      | osób      | %         | osób    | %       |
| populacja                         | 19 014 | 100    | 9344      | 49,1      | 9680    | 50,9    |
| gęstość zaludnienia (mieszk./km²) | 187,2  | 187,2  | 92,0      | 92,0      | 95,3    | 95,3    |

- Piramida wieku mieszkańców gminy Żabno w 2014 roku[5].

## Sołectwa
Bobrowniki Wielkie, Chorążec, Czyżów, Fiuk, Goruszów, Gorzyce, Ilkowice, Janikowice, Kłyż, Łęg Tarnowski, Nieciecza, Niedomice, Odporyszów, Otfinów, Pasieka Otfinowska, Pierszyce, Podlesie Dębowe, Siedliszowice, Sieradza. 

## Sąsiednie gminy
Dąbrowa Tarnowska, Gręboszów, Lisia Góra, Olesno, Radłów, Tarnów (miasto), Tarnów, Wierzchosławice, Wietrzychowice